# Microlepidium
Microlepidium es un género de fanerógamas perteneciente a la familia Brassicaceae. Comprende tres especies descritas y de estas, solo 2 aceptadas.

## Taxonomía
El género fue descrito por Ferdinand von Mueller y publicado en Linnaea 25: 371. 1852[1853].

## Especies aceptadas
A continuación se brinda un listado de las especies del género Microlepidium aceptadas hasta julio de 2014, ordenadas alfabéticamente. Para cada una se indica el nombre binomial seguido del autor, abreviado según las convenciones y usos.	
- Microlepidium alatum (J.M. Black) E.A. Shaw
- Microlepidium pilosulum